# エルンスト・フリードリヒ (ザクセン＝コーブルク＝ザールフェルト公)
エルンスト・フリードリヒ・フォン・ザクセン＝コーブルク＝ザールフェルト（ドイツ語: Ernst Friedrich von Sachsen-Coburg-Saalfeld, 1724年3月8日 ‐ 1800年9月8日）は、テューリンゲン地方の諸侯の1人。ザクセン＝コーブルク＝ザールフェルト公爵（在位：1764年 - 1800年）。

## 生涯
ザクセン＝コーブルク＝ザールフェルト公子だったフランツ・ヨシアスと、その妃のシュヴァルツブルク＝ルードルシュタット侯女アンナ・ゾフィアの間に長男（第1子）として生まれた。1758年にシュヴァルツブルク＝ゾンダースハウゼン侯ハインリヒ35世が、同族の男子相続者を差し置いてエルンスト・フリードリヒを侯領の相続人に指名したため、相続をめぐる訴訟に巻き込まれている。
1764年、父の死に伴い相当な負債を抱えたザクセン＝コーブルク＝ザールフェルト公爵領を相続した。莫大な借金の返済のため、神聖ローマ皇帝ヨーゼフ2世は30年間の年限付きでコーブルク＝ザールフェルト公爵領の債権処理委員会を設けた。この委員会の委員長は、最初はザクセン＝ヒルトブルクハウゼン公子ヨーゼフ・フリードリヒが、次いでザクセン＝ゴータ＝アルテンブルク公エルンスト2世が務めた。この委員会の監督の下、エルンスト・フリードリヒは年に1万2000ターラーを債権者に納めさせられた。
1768年にエルンスト・フリードリヒは領内で宝くじを開始し、その収入は感化院や孤児院の経営を支援するために費やされた。また、農業に対しても支援を惜しまなかった。

## 子女
1749年4月23日にヴォルフェンビュッテルにおいて、ブラウンシュヴァイク＝ヴォルフェンビュッテル公フェルディナント・アルブレヒト2世の四女ゾフィー・アントイネッテと結婚し、間に5男2女を儲けた。
- フランツ（1750年 - 1806年） - ザクセン＝コーブルク＝ザールフェルト公
- カール（1751年 - 1757年）
- フリーデリケ（1752年）
- カロリーネ（ドイツ語版）（1753年 - 1829年）
- ルートヴィヒ（1755年 - 1806年）
- フェルディナント（1756年 - 1758年）
- フリードリヒ（1758年）